# 1342 w polityce

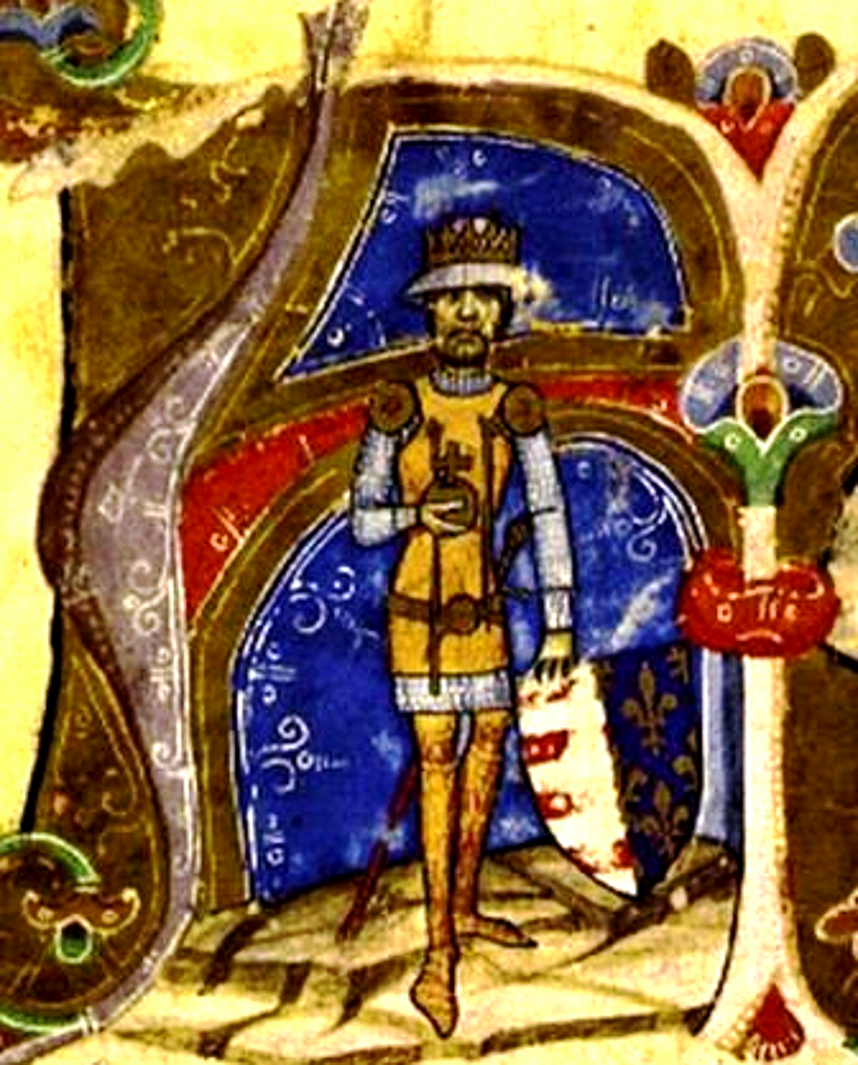
Karol Robert

Wydarzenia polityczne w 1342 roku.

## Wydarzenia
- Początek panowania Ludwika Węgierskiego na Węgrzech (do 1382)[1].
- Początek pontyfikatu Klemensa VI (do 1352)[1].
- Początek budowy katedry gotyckiej w Gnieźnie[2][3].

## Zmarli
- Karol Robert, król Węgier, ojciec Ludwika Węgierskiego i dziadek Jadwigi Andegaweńskiej[4].